# Holden FE
Met de Holden FE lanceerde het Australische automerk Holden in 1956 haar derde modellenserie. De FE had een hertekend uiterlijk maar kwam technisch wel grotendeels overeen met de voorgaande FJ-serie.

## Geschiedenis
Er was een nieuwe moderne carrosserie ontworpen en de motor was aangepast en leverde een hoger vermogen. Een andere verbetering was het gebruik van een eendelige voorruit. Er waren ook zeven verschillende modellen beschikbaar. De drie sedans werden in 1956 uitgebracht. In februari 1957 verscheen de ute. In maart bracht Holden haar eerste stationwagen uit die toen Station Sedan werd genoemd. In mei verscheen ten slotte de Panel Van bestelwagen.
Intussen steeg ook het aantal exportmarkten in Zuidoost-Azië. Van de 155.161 FE's die in totaal gebouwd werden werden er 148.586 in Australië zelf verkocht. 2831 Stuks werden geassembleerd geëxporteerd en 3744 werden als Complete Knocked Down Kit (CKD) geëxporteerd.

## Modellen
- Jul 1956: (FE 215) Holden Standard Sedan
- Jul 1956: (FE 217) Holden Business Sedan
- Jul 1956: (FE 225) Holden Special Sedan
- Feb 1957: (FE 2106) Holden Utility
- Mrt 1957: (FE 219) Holden Standard Station Sedan
- Mrt 1957: (FE 229) Holden Special Station Sedan
- Mei 1957: (FE 2104) Holden Panel Van